# Microgale jobihely
Microgale jobihely е вид бозайник от семейство Тенрекови (Tenrecidae). Видът е застрашен от изчезване.

## Разпространение
Разпространен е в Мадагаскар.